# Benjamin Lariche
Benjamin Lariche, né le 16 juin 1987 à Narbonne (Aude), est un pilote automobile français.
Il évolue en 2020 dans le championnat de France FFSA GT au côté de Robert Consani avec l'écurie Speed Car.

## Carrière
- 2003 : Début en karting
- 2005 : Championnat de France de Formule Kart, 9e
  - 24h du Mans Karting, 1er de la catégorie Biland avec Portugal-TKS
- 2006 : Championnat de France Formule Campus Renault Elf, 10e (1 podium)
- 2007 : Championnat de France de Formule Renault, 22e avec le Graff Racing
- 2008 : Formula Renault 2.0 WEC, 10e (1 victoire) avec Pole Services
  - Formula Junior FR 2.0 Portugal (en), 12e (1 pole position, 1 victoire, 1 meilleur temps au tour)
  - Eurocup Formule Renault
- 2009 : Formula Renault 2.0 WEC, 10e avec Pole Services
  - Eurocup Formule Renault
- 2010 : Formule 2, 14e
- 2011 : Formule 2, 16e
- 2012 : Championnat du monde FIA GT1
- 2013 : Porsche Matmut Carrera Cup, 14e au général, 4e des juniors.
- 2014 : Blancpain Endurance Series, 12ème avec TDS Racing  
  - 24h de Spa-Francorchamps avec Thiriet by TDS Racing
- 2015 : Championnat de France FFSA GT, 9ème avec Le Mans GT by Courage (2 victoires, 2 podiums)
- 2016 : Championnat de France FFSA GT avec StrategiC (Championnat annulé)
- 2017 : Championnat de France FFSA GT, 2ème avec Speed Car / AT Events
- 2018 : Championnat de France FFSA GT, 4ème avec Speed Car (2 victoires, 5 podiums)
- 2019 : Championnat de France FFSA GT, 5ème (3 podiums)
  - GT4 South European Series, 7ème avec Speed Car (1 podium)
  - GT4 European Series avec Speed Car
- 2020 : FFSA Championnat de France GT, 7ème (en cours) avec Speed Car (3 podiums)
- 2023 : GT4 European Series, Vainqueur du round 1 à Monza le 22 avril[1]